# Edoardo Agnelli

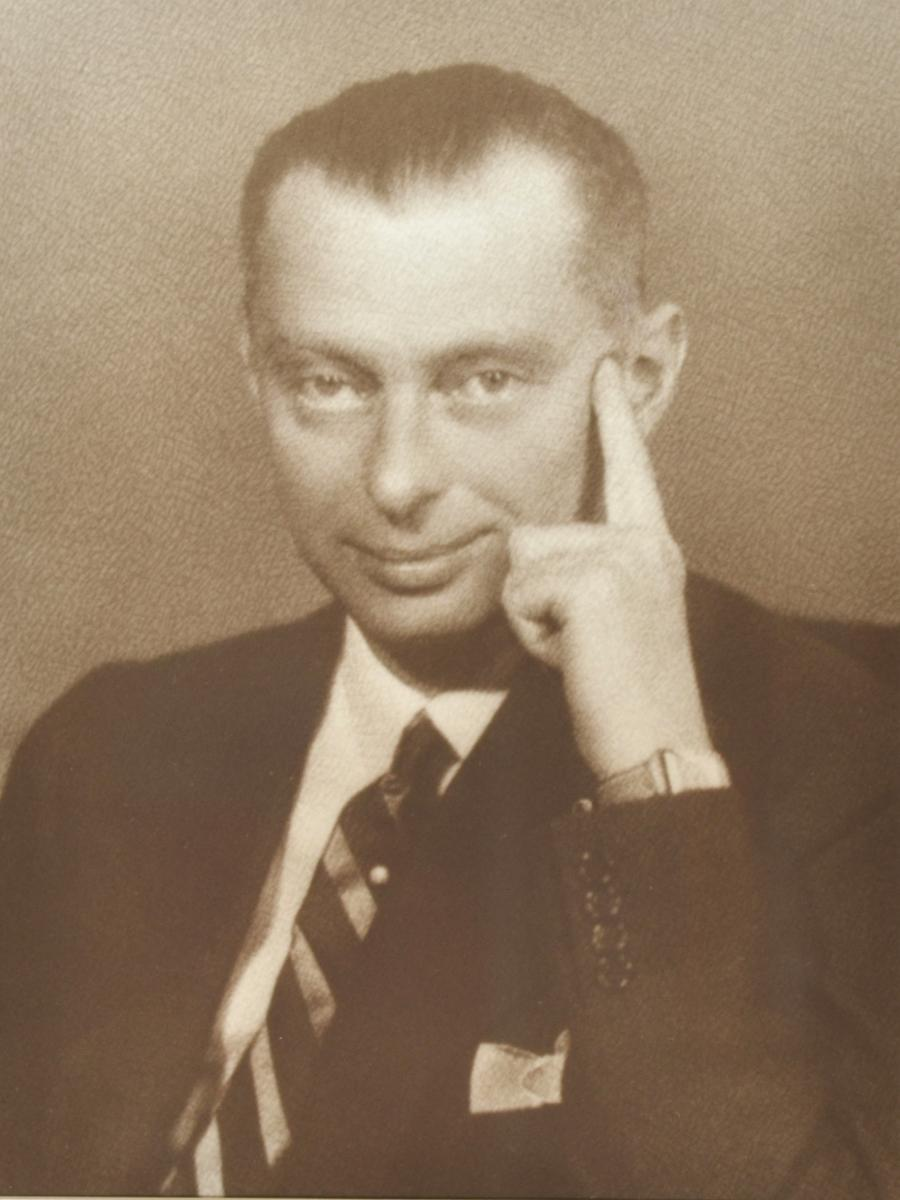
Edoardo Agnelli

Edoardo Agnelli (* 2. Januar 1892 in Verona; † 14. Juli 1935 bei Genua) war ein italienischer Großindustrieller und Vizepräsident von Fiat.
Edoardo Agnelli war der Sohn des Gründers des Fiat-Automobilkonzerns Giovanni Agnelli senior und war mit Virginia Bourbon del Monte verheiratet. Aus dieser Ehe gingen sieben Kinder hervor, bekannt sind vor allem die Söhne Gianni und Umberto, sowie Tochter Susanna, welche 1995 die erste Außenministerin Italiens wurde. Er war Vizepräsident des von seinem Vater gegründeten Automobilkonzerns Fiat und war ab 24. Juli 1923 Gönner und später Präsident des Fußballvereins Juventus Turin. Damit begründete er die jahrzehntelange Partnerschaft und Verbundenheit mit dem Turiner Verein, die bis heute weiterbesteht. In seiner Amtsperiode als Präsident avancierte Juventus zum erfolgreichsten Verein der frühen 1930er Jahre. Bis zu seinem Tod folgten zwischen 1931 und 1935 fünf Meistertitel in Folge.
Edoardo starb am 14. Juli 1935 im Alter von 43 Jahren in der Nähe von Genua bei einem Landeunfall mit einer Savoia-Marchetti SM.80. Das zweisitzige Wasserflugzeug wurde von Arturo Ferrarin, einem berühmten Piloten, geflogen. Das Flugzeug rammte nach der Wasserung in schneller Fahrt zum Ufer ein Stück Treibholz oder eine Boje. Beide Männer wurden aus dem Flugzeug geschleudert. Während Ferrarin nur leicht am Bein verletzt wurde, starb Agnelli an schweren Kopfverletzungen.